# Boguchwała (gmina)
Pour les articles homonymes, voir Boguchwała.
Boguchwała [bɔɡuˈxfawa] est une commune urbaine-rurale de la Voïvodie des Basses-Carpates et du Powiat de Rzeszów. Elle s'étend sur 96,19 km² et comptait 20 795 habitants en 2004.